# Пожар в Минске (1809)
Пожар 1809 года в Минске — сильный пожар, который произошёл в Минске 14 августа 1809 года.
Пожар начался в переулках около торговой площади на Троицкой горе и охватил более 200 домов. Пожарным удалось отвести огонь от Троицкого моста, до которого он прорывался, и не дать пламени перекинуться через Свислочь на центральную часть города. Тем самым они спасли многих жителей, которые оказались в огненной ловушке.

## Разрушения
Во время пожара выгорела практически вся застройка Троицкой горы, особенно в её центральной и северной частях.
Пожар уничтожил деревянный фарный костел, старейшую католическую святыню города, основанную, по преданию, еще в 1390 году самим Ягайло, но приход и хозяйственные постройки сохранились. Богослужения с Троицкой Горы были перенесены в Минский кафедральный костел на Высоком рынке и в небольшую деревянную часовню на Золотогорское кладбище.
Также выгорела большая часть деревянных построек Троицкого монастыря базильянок, основанного в 1630 году. Сохранившиеся здания после ликвидации унии в 1839 году были переданы Минской городской больнице.

## Последствия
Пожар 1809 года заставил городские власти кардинально пересмотреть политику градостроения в Минске. Был разработан проект регулярной перепланировки Троицкой Горы, древняя планировка которой сохранялась без изменений до начала XIX века. Все кривые, узкие улицы, переулки и тупики были выпрямлены и расширены. К этому времени относится принципиально новое проектное решение планировки всей левобережной части Минска, которое в общих чертах сохранилось до наших дней. Также было разработано положение о нормированной застройке с очень жесткими требованиями к строительству домов. В центральной части Минска, Верхнем городе, разрешается строить только каменные, крытые черепицей дома.